# Poczinok Kuczuk
Poczinok Kuczuk (ros. Починок Кучук) – wieś (sieło) w Rosji, w Tatarstanie, w rejonie kukmorskim. W 2010 liczyła 403 mieszkańców.